# San Giovanni Lipioni
San Giovanni Lipioni är en ort och kommun i provinsen Chieti i regionen Abruzzo i Italien. Kommunen hade 151 invånare (2018).